# Дранчук, Тимофей Валерьевич
Дранчук, Тимофей Валерьевич (бел. Дранчук Цімафей) — лидер незарегистрированного Белорусского Комитета в защиту прав заключенных «Над Барьером».
Родился 5 августа 1981 г. в городе Заславль Минской области.
В 1996—1997 гг. учился в Белорусском гуманитарном лицее при БГОКЦ (впоследствии Национальном лицее имени Якуба Коласа). В 1998 году экстерном окончил среднюю школу № 33, а в 1999 году стал студентом факультета журналистики БГУ, из которого был исключен в 2001 году за активную политическую деятельность.
С 1996 по 2000 г. Тимофей занимался коммуникативным обеспечением газеты «Белавежская пушча», параллельно в 1997—1998 гг. работал пресс-секретарем городского профсоюза предпринимателей «Садружнасьць», а также до 2000 года принимал активное участие в деятельности молодёжной организации «Малады Фронт». Был редактором незарегистрированного бюллетеня Маладога Фронту «МАЛАДЗЁВЫ ВЕСЬНІК».
В 1999 г. активно участвовал в организованных оппозицией альтернативных выборах Президента Беларуси, был пресс-секретарем Михаила Чигиря.
В 2000—2001 гг. он являлся председателем молодёжной организации «Маладзёжная салідарнасьць», а с 2001 по 2004 гг. координировал работу движения «ЗУБР» — был одним из координаторов движения по городу Минску.
С 2004 г. Тимофей стал наиболее активным участником движения Андрея Климова, был одним из организаторов акции «Революция!» 25 марта 2005 года. Сотрудничал с ГИ «Партнёрство».
В 2005 году Тимофей поступил в Европейский гуманитарный университет, ликвидированный белорусскими властями и вновь открытый в Вильнюсе, на факультет международного права.
21 февраля 2006 г. был арестован и помещен в следственный изолятор КГБ вместе с Энирой Броницкой, Николаем Астрейко и Александром Шалайко. Ему, как и всем остальным предъявлено обвинение по статье 193 ч.2 УК РБ.
Организацией «Международная амнистия» признан узником совести.
26 декабря 2006 года был освобожден условно-досрочно из ИК-1 г. Минска.
22 мая 2007 года совместно с полизаключенным Дмитрием Касперовичем, другими общественными активистами объявил о создании БКЗПЗ «Над барьером».
28 сентября 2008 года Тимофей Дранчук совместно с Артуром Финькевичем и Дмитрием Касперовичем объявили о создании широкого молодёжного движения «Молодая Беларусь» «с целью объединить все действующие молодёжные структуры и организации Беларуси для победы демократического кандидата на президентских выборах 2011 года».
С начала 2015 начал заниматься бегом. Тимофей пробежал уже 5 полумарафонов и готовится к марафону.